# Красный Яр (Сасовский район)
Кра́сный Яр — посёлок в Сасовском районе Рязанской области России. Входит в состав Трудолюбовского сельского поселения.

## Географическое положение
Посёлок находится в восточной части Сасовского района, в 20 км к востоку от райцентра.
Ближайшие населённые пункты:

— деревня Кузьминка в 1 км к югу по грунтовой дороге;

— деревня Трудолюбовка в 1,5 км к западу по грунтовой лесной дороге;

— деревня Новые Выселки в 2 км к северо-западу по грунтовой дороге.
Ближайшая железнодорожная платформа 395 км в 7 км к юго-западу по гравийной и грунтовой дороге.

## Природа

#### Климат
Климат умеренно континентальный с умеренно жарким летом (средняя температура июля +19 °С) и относительно холодной зимой (средняя температура января −11 °С). Осадков выпадает около 600 мм в год.

## История
С 2004 г. и до настоящего времени входит в состав Трудолюбовское сельского поселения.
До этого момента входил в Поляки-Майдановский сельский округ.

## Население
| 1984 | 2010 |
| ---- | ---- |
| 40   | ↘9   |

## Инфраструктура

#### Дорожная сеть
Не имеет непосредственного выхода к сети дорог с твёрдым покрытием.